# Cape Point Lighthouse
Cape Point Lighthouse ist ein Leuchtturm (englisch Lighthouse) auf dem Cape Point in Südafrika. Er markiert für die Schifffahrt den südlichsten Punkt der Kap-Halbinsel bei der Umrundung des Kaps der Guten Hoffnung.

## Erster Leuchtturm

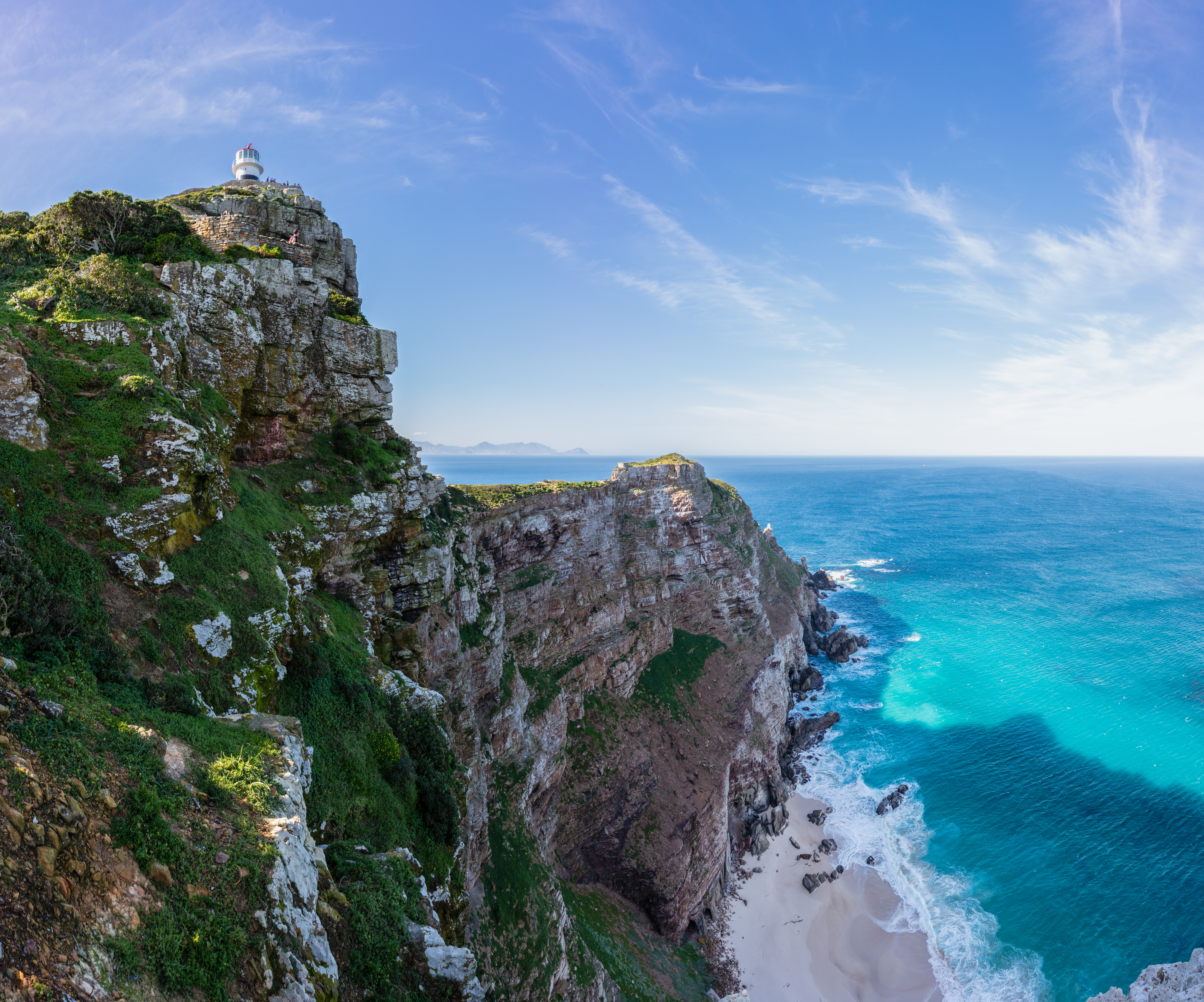
Cape Point mit dem alten und neuen Leuchtturm

Das erste Leuchtfeuer war ein acht Meter hoher gusseiserne Turm. Er wurde in England vorgefertigt und auf dem Cape Maclear, dem höchsten Punkt der Kap-Halbinsel, aufgestellt und am 1. Mai 1860 in Betrieb genommen. Bei einer Feuerhöhe von 249 Metern war sein Licht jedoch oft durch niedrige Wolken verdeckt. Nach dem Schiffsunglück der Lusitania entschied man sich für einen neuen Standort unterhalb der bisherigen Kliffhöhe. Das Leuchtfeuer wurde mit der Inbetriebnahme des neuen Leuchtturms gelöscht. Der Turm ist als Sehenswürdigkeit erhalten geblieben.

## Neuer Leuchtturm
Der neue und neun Meter hohe Leuchtturm wurde in einer fünfjährigen Bauzeit aus Steinen auf dem Kliffende des Cape Point errichtet. Er wurde 1919 in Betrieb genommen. Als Kennung werden eine Gruppe von drei weißen Blitzen mit einer Wiederkehr von 30 Sekunden (Fl(2+1)W.30s) und ein Warnfeuer mit einem festen roten Licht (F.R.) gezeigt. Mit einer Nenntragweite von 32 Seemeilen gehört Cape Point Lighthouse zu den stärksten Leuchttürmen auf dem afrikanischen Kontinent.